# الكتابة في السماء

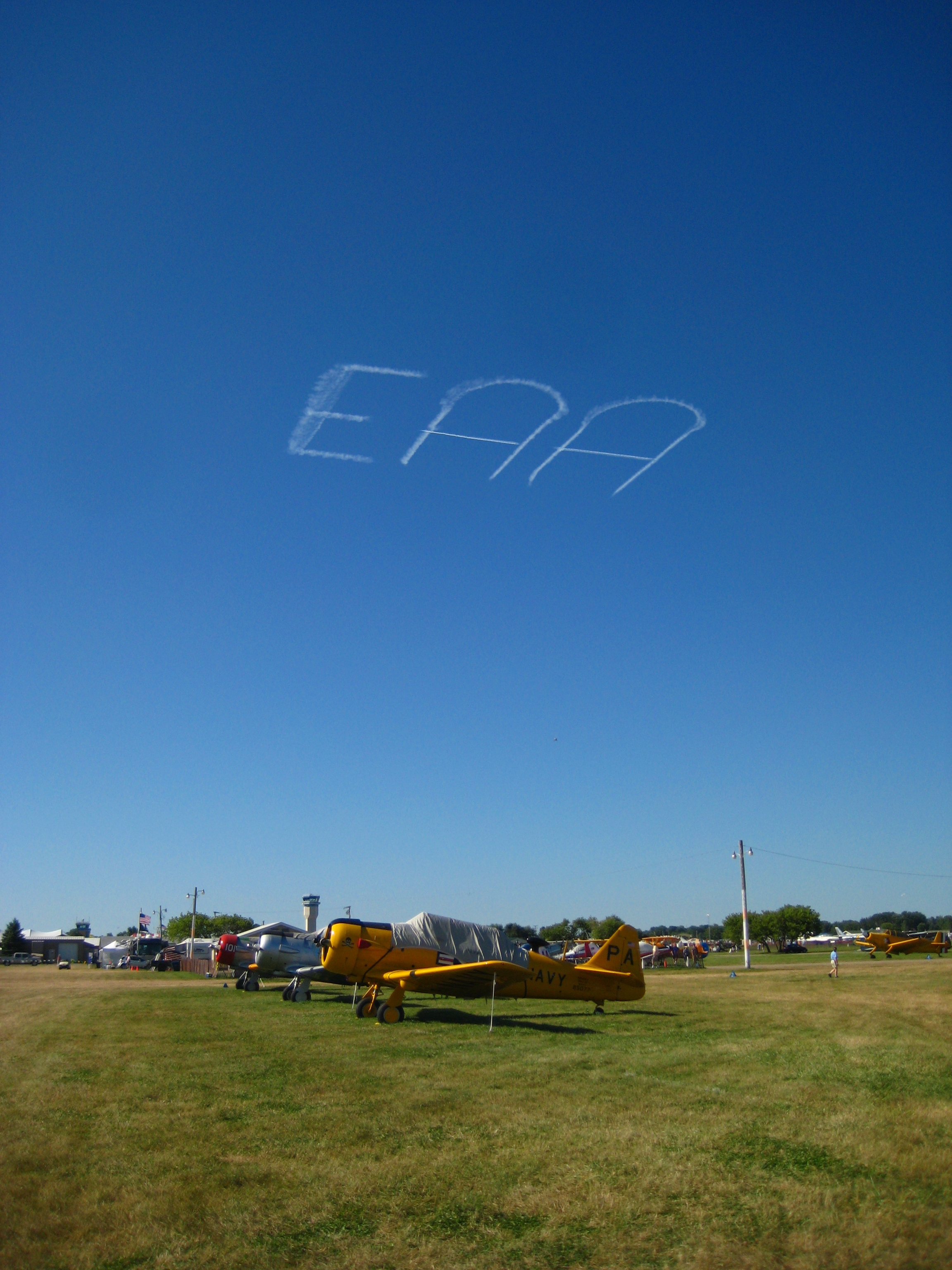
الكتابة في السماء فوق أوشكوش، ويسكينسون أثناء معرض EAA's Airventure 2008

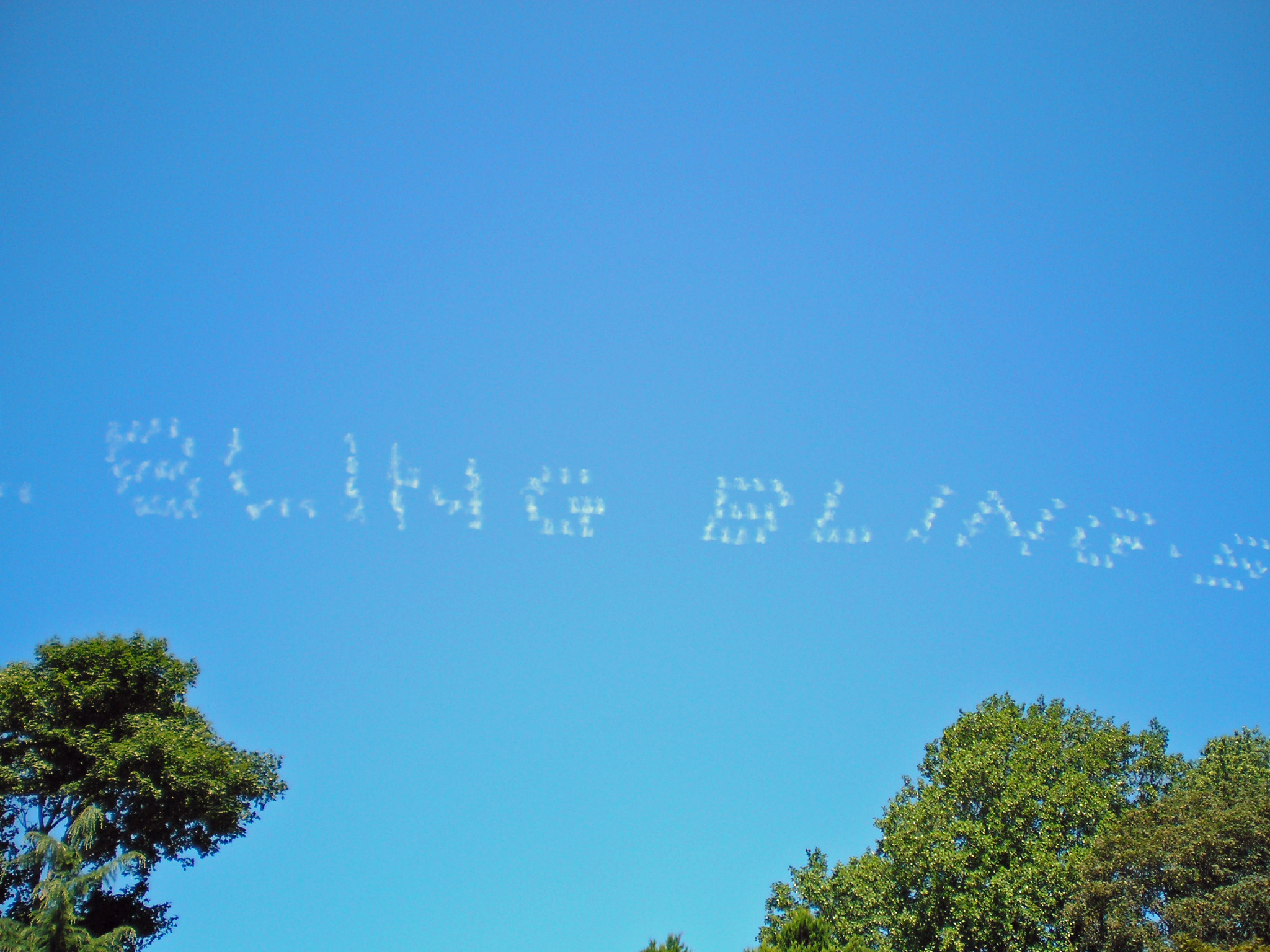
كتابةBling Bling بمصفوفة-النقاط فوق بريدجهامبتون، نيو يورك 2006

الكتابة في السماء هي عملية تستعمل طائرات صغيرة قادرة على نفث دخان خاص أثناء الطيران، تطير حسب منهج معيّن لخلق كتابة مقروءة من طرف أحد ما على الأرض. مرارا الرسالة تكون جملة أو ترحيب عابث أو من دون معنى، اعلان هدفه كل شخص في الجوار، لعرض شعبي عام من الاحتفالات أو التمنيات السعيدة، أو رسالة شخصية، كمثل طلب الزواج أو تمنيات عيد الميلاد.

## التوصيف
مولّد الدخان النموذجي يحتوي على حاوية مضغوطة تحمل زيت ذو لزوجة منخفضة، مثل شيفرون/تيكساكو. الزيت يُحقن في العادم المتشعب مسببا تبخره إلى أحجام هائلة من دخان كثيف أبيض.

الاضطراب اليقظ والريح تسببان تشتت وشرود الدخان مسببة الكتابة بالطمس والليّ، عادة في بضعة دقائق. الا ان هناك تقنيات «الطباعة في السماء» خاصة قد طُوّرت للكتابة في السماء بأسلوب مصفوفة-النقاط (حرف جديد كل 2-5 ثواني بدلا من 1-2 دقيقة)، وهي مقروءة لزمن أطول من الكتابة في السماء التقليدية.

## تاريخ
بدايات الكتابة في السماء هي مثار للنقاش. في رسالة عام 1926 لالنيو يورك تايمز،ألبرت تي ريد كتب:

فقرة من جريدة قالت ان الكتابة في السماء قد تم في إنجلترا عام 1916 واستعملت في الولايات المتحدة في العام التالي. لكن أرث سميث الذي تلى بيشاي في عروض الطيران معرض بنما-الهادي في سان فرانسيسكو عام 1915 . لاحقا بعد مقتله، هل توقّفت الكتابة في السماء بمجازفاته من أخذ الأنفاس بكتابة «الوداع». وذلك لم يكن استعراض تجريبي، بل جزءا من كل رحلة طيران وكانت قد شاهدها الآلاف.
الرائد «جاك سافاج»، طيار سابق وكاتب لمجلة "فلايت"، قام بالكتابة في السماء بنجاح في مصنع الطائرات الملكي اس.اي 5.0 في إنجلترا. قد طار ما بين 1920 و1930 جالبا هذا التمرين لأمريكا.

الاستعمال الأول للكتابة في السماء لأغراض اعلانية كان في 22 نوفمبر 1922 فوق مدينة نيو يورك.

الا ان الكتابة في السماء التجارية كانت في بدايات 1930 عن طريق «سيد بايك» مؤسس شركة الكتابة في السماء الأمريكية عام 1932. وكان عميلها الأول الرئيسي بيبسي كولا التي استعملتها لبلوغ أسواق كبيرة. كما استعملت الكتابة في السماء من طرف الفنانين أيضا.

## الطباعة في السماء
في 1946 مؤسسة الكتابة في السماء وجدت نفسها مقابل فائض من أسطول طائرات الحرب العالمية الثانية فطوّرت الكتابة في السماء بمصفوفة-النقاط أو الطباعة في السماء وهي عملية تستعمل خمس طائرات في تشكيل من النفث الكوريوغرافي للدخان المسرّح من كل طائرة. الرسالة تكون مكتوبة على علو 10,000 قدم، يمكن أن تصل 1250 قدم طولا وفوق خمسة أميال عرضا. تقليديا أحرف الكتابة في السماء تكون بعلو 3,000 قدم وتأخذ زمن أطول في الكتابة.